# Есаков, Дмитрий Семёнович
Дмитрий Семёнович Есаков (1789—1859) — участник Наполеоновских войн, начальник 3-й гвардейской пехотной дивизии, Виленский комендант, генерал-лейтенант.

## Биография
Родился 12 июля 1789 года, сын надворного советника. В военную службу вступил в начале 1800-х годов портупей-юнкером в лейб-гвардии Егерский полк. Принимал участие в кампании 1806—1807 годов против французов в Восточной Пруссии и за сражение под Гуттштадтом был награждён Знаком отличия Военного ордена. 23 октября 1807 году получил чин прапорщика.
В 1812 году Есаков принял участие в отражении нашествия Наполеоновской армии в Россию, за Бородинскую битву он получил орден Святого Владимира 4-й степени с бантом, а за сражение под Красным — орден Святой Анны 2-й степени.
Затем совершил Заграничный поход 1813—1814 годов в качестве полкового адъютанта. 15 сентября 1813 года, будучи в чине капитана, награждён золотой шпагой с надписью «За храбрость».
В 1815 году произведён в полковники и 6 декабря 1819 года назначен командиром лейб-гвардии Волынского полка. 3 октября 1820 года произведён в генерал-майоры. В 1823 году назначен командиром 3-й бригады сводной гвардейской гренадерской дивизии Отдельного Литовского корпуса с оставлением в должности командира Волынского полка (сдал полк следующему командиру 17 января 1830 года).
В 1832 году назначен командующим 3-й гвардейской пехотной дивизией и в следующем году произведён в генерал-лейтенанты с утверждением в должности начальника дивизии, продолжая числиться в списках лейб-гвардии Волынского полка В 1837 году вышел в отставку, но через год был вновь принят на службу со старшинством в чине генерал-лейтенанта с 24 декабря 1834 года, вновь зачислен в списки лейб-гвардии Волынского полка и назначен Виленским комендантом.
Высочайшим приказом от 27 апреля 1848 года уволен от службы с мундиром и полным пенсионом.
Скончался 8 мая 1859 года и похоронен в Кременчуге
Его сын Александр был генерал-майором Кубанского казачьего войска и с отличием участвовал в русско-турецкой войне 1877—1878 годов.

## Награды
Среди прочих наград Есаков имел следующие российские знаки отличия:
- Знак Отличия Военного ордена святого Георгия (1807 год)
- Орден Святого Владимира 4-й степени с бантом (1812 год)
- Золотое оружие «За храбрость» (15 сентября 1813 года)
- Орден Святой Анны 2-й степени (1812 год, алмазные знаки к этому ордену пожалованы в 1820-е годы)
- Орден Святого Владимира 3-й степени
- Орден Святой Анны 1-й степени (1829 год)
- Орден Святого Георгия 4-й степени (3 декабря 1834 года, № 4913 по кавалерскому списку Григоровича — Степанова)
- Орден Святого Владимира 2-й степени (1835 год)

Также он имел иностранные ордена:
- Прусский орден Pour le Mérite (1813 год)
- Австрийский орден Леопольда 3-й степени (1813 год)
- Баварский Военный орден Максимилиана Иосифа 3-й степени (1813 год)